# Bernard (azienda)
La Rodinný pivovar Bernard, a.s. (Birrificio Familiare Bernard) è un birrificio della Repubblica Ceca presso la città di Humpolec.

## Storia
Il birrificio attuale sorse il 26 ottobre 1991 per iniziativa di Stanislav Bernard, Josef Vávra e Rudolf Ṥmejkal che rimisero in funzione il birrificio di Humpolec fondato nel XVI secolo.
Nell'azionariato di Bernard è presente la belga Duvel Moortgat.

## Prodotti
- Bernard Celebration lager
- Bernard Amber lager
- Bernard Special dark beer 13°
- Bernard Special lager 14% OX